# Tibellus insularis
Tibellus insularis es una especie de araña cangrejo del género Tibellus, familia Philodromidae. Fue descrita científicamente por Gertsch en 1933.

## Distribución
Esta especie se encuentra en Cuba.